# Бакута, Василий Терентьевич
Василий Терентьевич Бакута (1886, село Михайловка, Таврическая губерния — 1937, Москва) — эсер, председатель Таврического губернского Совета крестьянских депутатов, делегат Всероссийского Учредительного собрания.

## Биография
Василий Бакута родился в селе Михайловка Таврической губернии с семье местного земледельца (дьячка). По официальным документам он украинец. Окончив учительскую семинарию, Василий стал народным учителем в Мелитополе.
В 1905 году Бакута вступил в Партию социалистов-революционеров (ПСР) и начал организовывать «крестьянские кружки» и пропагандировать в пределах Мелитопольского уезда. Он был организатором транспортировки оружия и литературы, выпускал листовки; кроме того он был активным участником Крестьянского союза и Союза учителей.
В 1906 году Василий Бакута был избран ходоком в I-ую Государственную Думу, где на заседании левых фракций выступал с требованием реализации революционных постановлений крестьян. В 1907 году он принимал активное участие в боевой работе Партии социалистов-революционеров. Был арестован в сентябре 1907 года и осужден 5 сентября 1908 года Одесской судебной палатой по 1 ч. 102 ст. Уголовного уложения в ссылку на поселение за принадлежность к Таврическому союзу Партии социалистов-революционеров.
Василий Бакута отбывал поселение в Кежемской волости Енисейской губернии. Там он был активным участником создания организации для содействия побегам из ссылки через деревню Дворец на Ташкент. В 1912 году он был переведен в Канский уезд.
В 1914 году Бакута переехал в Новониколаевск, где принимал активное участие в революционной и кооперативной работе. В 1916 году он вновь переехал — на этот раз в Хабаровск — где продолжил как революционную, так и кооперативную деятельность. В 1917 году он был избран председателем Таврического губернского Совета крестьянских депутатов и членом губернской земской управы. Бакута являлся делегатом Всероссийского Учредительного собрания от Таврического округа (список № 5) и стал участником единственного заседания — фактического разгона Собрания 5 января 1918 года.
В советское время Василий Терентьевич управлял Крымским отделением Всероссийского кооперативного банка. В 1923 году он, вступая в РКП(б), стал секретным агентом ОГПУ. В 1926 году он жил в Москве по адресу Большой Кисловский пер., дом 2, кв. 13. В 1930-е годы Бакута заведовал отделом Всесоюзного санитарно-химического института. Был членом Общества политкаторжан и ссыльнопоселенцев (членский билет № 1370).
Василий Бакута был репрессирован и расстрелян в 1937 году. Сведений о его реабилитации нет.